# 가난정
가난정(일본어: 河南町)은 일본 오사카부 동남부 미나미카와치군의 정이다.

## 인접한 자치체
- 오사카부
  - 돈다바야시시, 미나미카와치군 다이시정·지하야아카사카촌

- 나라현
  - 가쓰라기시

## 역사
- 1889년 4월 1일 - 이시카와군 이시카와촌, 시라키촌, 가와치촌, 나카촌이 성립하였다.
- 1896년 4월 1일 - 미나미카와치군이 성립하였다.
- 1956년 9월 30일 - 이시카와촌, 시라키촌, 가와치촌, 나카촌이 합병해 미나미카와치군 가난정이 되었다.

## 교통

### 도로
- 국도 제309호선 (일본)(일본어판)